# Golubkóvskoie
Golubkóvskoie (en rus: Голубковское) és un poble de l'óblast de Sverdlovsk, a Rússia, segons el cens del 2010 tenia 928 habitants.